# Чемпионат мира по бобслею и скелетону 2003
54-й чемпионат мира по бобслею и скелетону прошёл с 10 по 20 февраля в 2003 году в городах Лейк-Плэсид (соревнования по бобслею у мужчин на Олимпийской санно-бобслейной трассе, США), Винтерберг (соревнования по бобслею у женщин, Германия) и Нагано (соревнования скелетонистов, Япония).

## Бобслей

### Мужчины

#### Соревнование двоек
| Место | Спортсмены                   | Страна   | Итоговый результат |
| ----- | ---------------------------- | -------- | ------------------ |
|       | Андре Ланге, Кевин Куске     | Германия | 3:39.77            |
|       | Пьер Людерс, Гиулио Зардо    | Канада   | 3:40.08            |
|       | Рене Спиес, Франц Сагмейстер | Германия | 3:40.50            |

#### Соревнование четвёрок
| Место | Спортсмены                                                               | Страна   | Итоговый результат |
| ----- | ------------------------------------------------------------------------ | -------- | ------------------ |
|       | Андре Ланге, Рене Хоппе, Кевин Куске, Карстен Эмбах                      | Германия | 3:36.59            |
|       | Тодд Хейз, Билл Шаффенхауэр, Рэнди Джонс, Гарретт Хайнс                  | США      | 3:37.12            |
|       | Александр Зубков, Алексей Селивёрстов, Сергей Голубев, Дмитрий Стёпушкин | Россия   | 3:38.05            |

### Женщины

#### Соревнование двоек
| Место | Спортсмены                        | Страна   | Итоговый результат |
| ----- | --------------------------------- | -------- | ------------------ |
|       | Зузи Эрдман, Аннегрет Дитрих      | Германия | 3:51.35            |
|       | Сандра Кириасис, Ульрике Хольцнер | Германия | 3:51.52            |
|       | Катлин Мартини, Ювонне Кернота    | Германия | 3:52.43            |

## Скелетон

### Соревнования у мужчин
| Место | Спортсмен     | Страна | Итоговый результат |
| ----- | ------------- | ------ | ------------------ |
|       | Джефф Пэйн    | Канада | 2:47.05            |
|       | Крис Соул     | США    | 2:47.79            |
|       | Брэди Кэнфилд | США    | 2:48.41            |

### Соревнования у женщин
| Место | Спортсмен          | Страна | Итоговый результат |
| ----- | ------------------ | ------ | ------------------ |
|       | Мишель Келли       | Канада | 2:50.63            |
|       | Екатерина Миронова | Россия | 2:51.94            |
|       | Тристан Гейл       | США    | 2:52.10            |

## Медальный зачёт
| Место | Страна   | Золото | Серебро | Бронза | Всего |
| ----- | -------- | ------ | ------- | ------ | ----- |
| 1     | Германия | 3      | 1       | 2      | 6     |
| 2     | Канада   | 2      | 1       | 0      | 3     |
| 3     | США      | 0      | 2       | 2      | 4     |
| 4     | Россия   | 0      | 1       | 1      | 2     |